# Madison Ivy

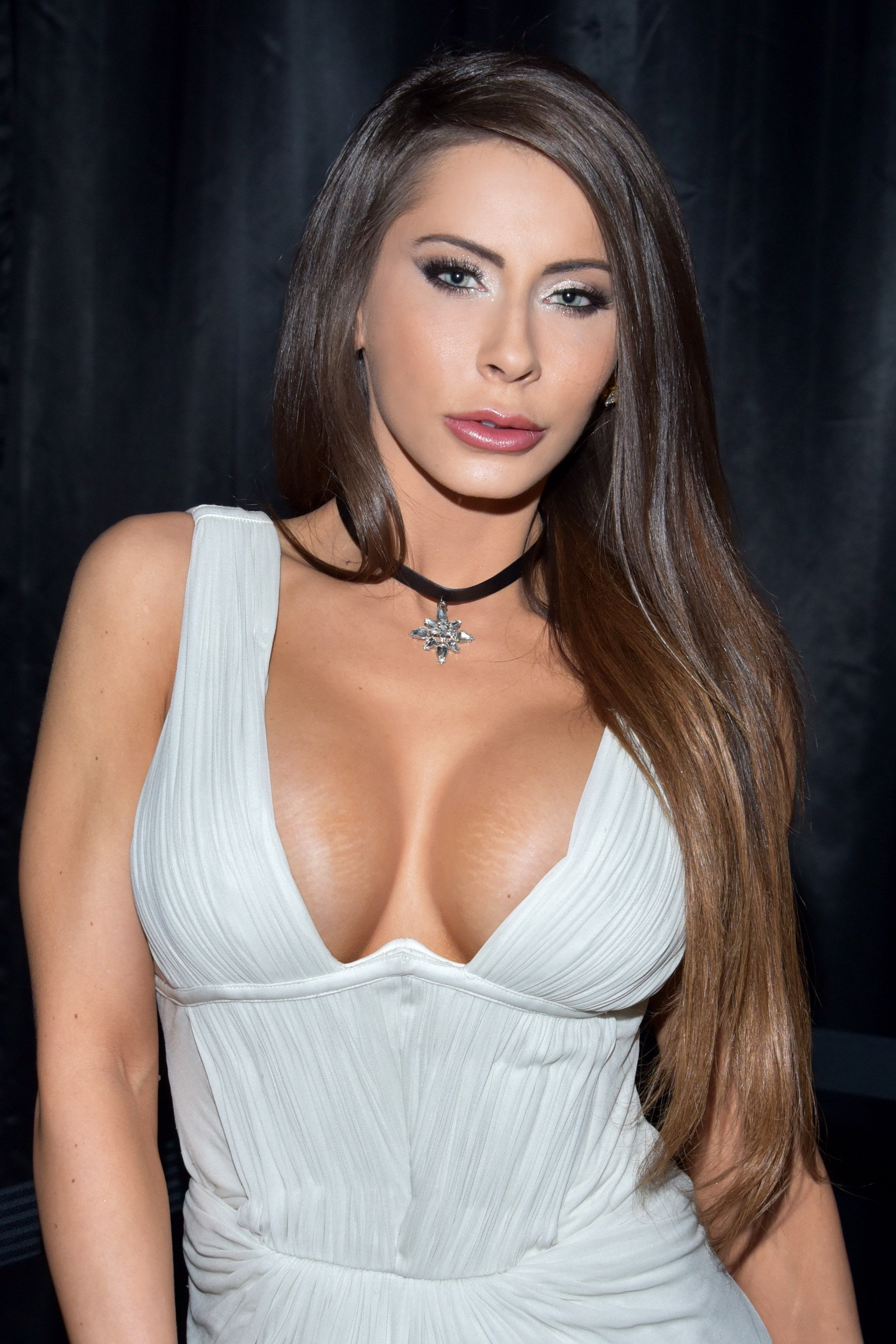
Madison Ivy bei der AVN-Award-Verleihung 2017

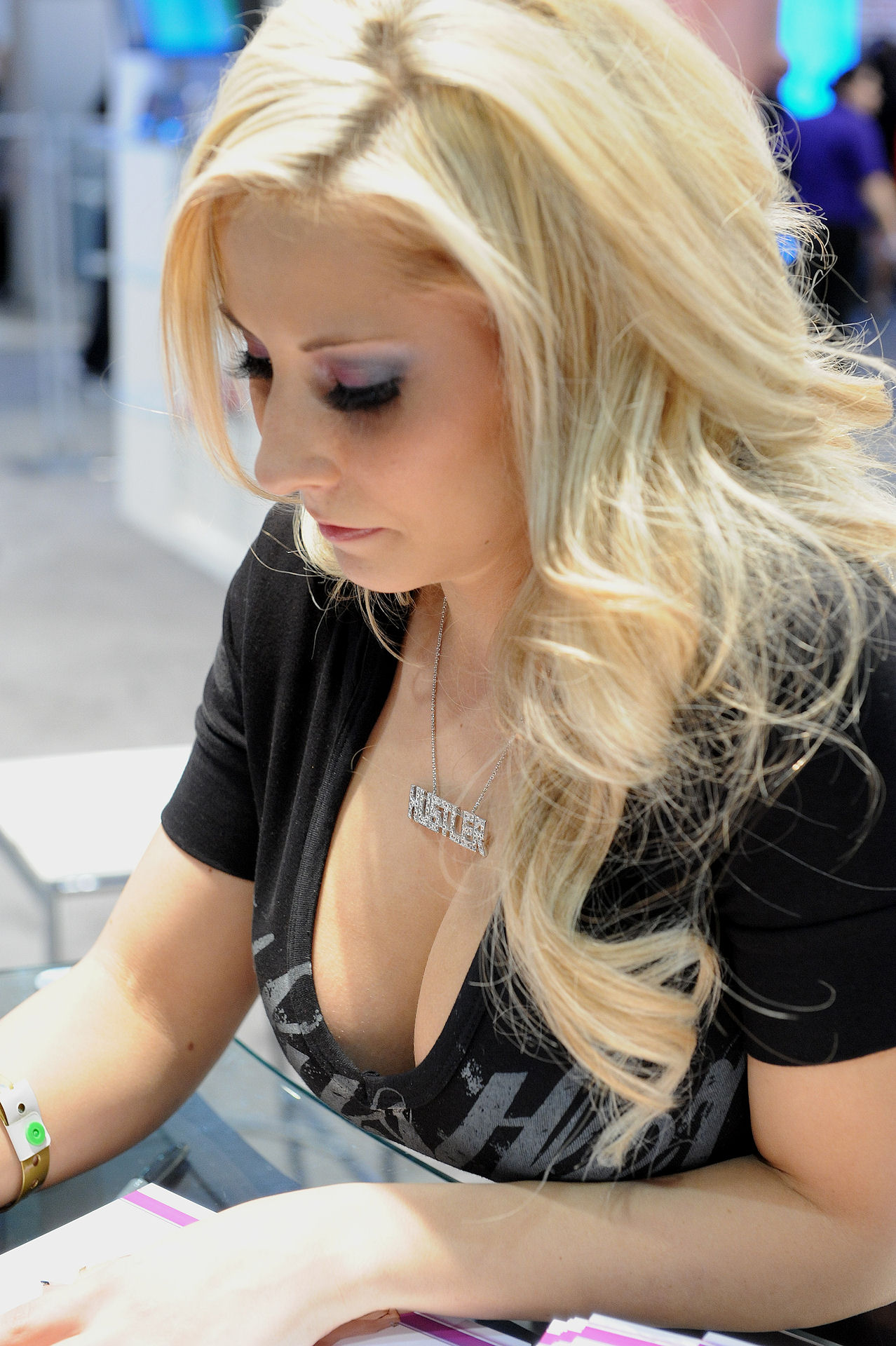
Madison Ivy auf der AVN Adult Entertainment Expo 2011

Madison Ivy (* 14. Juni 1989 als Clorisa Briggs in Aschheim-Dornach) ist eine deutsch-amerikanische Pornodarstellerin.

## Werdegang
Kurz nach Madisons Geburt zog die Familie nach Texas, wo sie aufwuchs. Sie besuchte keine öffentliche Schule, sondern wurde zu Hause von ihren Eltern unterrichtet. Im Jahre 2007 zog sie nach Sacramento in Kalifornien, wo sie als Fliesenlegerin und für die Fastfood-Kette In-N-Out Burger und als Aushilfsmechanikerin für eine örtliche Bowlingbahn arbeitete.
Später begann sie als Tänzerin in Striptease-Lokalen zu arbeiten und traf dort die Schauspielerin Aurora Snow, die ihr die notwendigen Kontakte vermittelte, um eine Karriere als Pornodarstellerin zu beginnen. Nach eigener Aussage wurde sie auch von der Schauspielerin Shy Love unterstützt.
Ivy begann ihre Tätigkeit als Darstellerin in Hardcore-Pornofilmen im Februar 2008, als sie 18 Jahre alt war. Sie arbeitete für Produktionsfirmen wie Hustler, Naughty America, Elegant Angel, Brazzers und Bang Bros. Im Dezember 2009 unterzog sie sich einer chirurgischen Brustvergrößerung, bei der sie ihre Brüste von Körbchengröße B auf Korbchengröße D vergrößern ließ. 2011 spielte sie die Hauptrolle in dem Film Madison Ivy Loves Cock, der von Hustler produziert wurde. Im Juli 2013 wurde sie die erste Vertragsschauspielerin bei der Pornoproduktionsfirma Brazzers. In dem Vertrag verpflichtete sie sich, ihre erste Analsex-Szene zu drehen, was sie im Mai 2014 mit Mick Blue realisierte. Ivy schrieb das Drehbuch für diese Szene und führte auch selber Regie.
2015 erlitt Ivy bei einem Verkehrsunfall einen Wirbelbruch und eine Magenruptur.
Neben ihrer Tätigkeit als Pornodarstellerin arbeitet sie auch als Yoga-Personaltrainerin und ist Karate-Kampfsportlerin. Sie war zeitweilig mit der Pornodarstellerin Heather Starlet liiert.

## Filmografie (Auswahl)
- 2011: Rocky XXX: A Parody Thriller
- 2014: No Way Out

## Auszeichnungen und Nominierungen
| Jahr | Ergebnis      | Award      | Kategorie                                                    | Film                            |
| ---- | ------------- | ---------- | ------------------------------------------------------------ | ------------------------------- |
| 2009 | Nominierung   | AVN Award  | Best All-Girl Group Sex Scene                                | Not Bewitched XXX               |
| 2010 | Nominierung   | AVN Award  | Best All-Girl Group Sex Scene                                | Party of Feet                   |
| 2010 | Nominierung   | AVN Award  | Best Oral Sex Scene                                          | Jules Jordan: Feeding Frenzy 10 |
| 2012 | Nominierung   | AVN Award  | Best Tease Performance                                       | The Bombshells                  |
| 2013 | Nominierung   | AVN Award  | Best POV Sex Scene                                           | POV 40                          |
| 2014 | Preisträgerin | XBIZ Award | Best Scene – Couples-Themed Release (with Mick Blue)         | Hotel No Tell                   |
| 2015 | Nominierung   | AVN Award  | Best Anal Sex Scene (with Mick Blue)                         | Brazzers 10th Anniversary       |
| 2015 | Nominierung   | AVN Award  | Most Outrageous Sex Scene (with Chasity Lynn & Ashley Fires) | Chocolate Martinis              |
| 2015 | Nominierung   | XBIZ Award | Best Scene – Vignette Release (with Keiran Lee)              | Pornstars Like It Big 20        |
| 2015 | Nominierung   | XBIZ Award | Best Scene – Couples-Themed Release (with Bill Bailey)       | No Way Out                      |
| 2016 | Nominierung   | XBIZ Award | Best Sex Scene – Vignette Release (with Keiran Lee)          | Baby Got Boobs 16               |